# یواس‌جی
یواس‌جی (انگلیسی: USG) شرکت مصالح ساختمانی آمریکایی است، که در سال ۱۹۰۱ تأسیس شد.